# أوسي
أوسي، (بالإنجليزية: Ossi)، هي بلدية في مقاطعة ساساري، في إقليم سردينيا الإيطالي، وتقع على بعد حوالي 170 كم (110 ميل) شمال غرب كالياري، وحوالي 6 كيلومترات (4 ميل) جنوب شرق ساساري، في لوجودورو.

## السكان
في سنة 1861 بلغ عدد السكان 2٬359 نسمة، وتطور العدد ليصل في سنة 2011 لـ 5٬876 نسمة.
يظهر هذا المخطط البياني تطور النمو السكاني لـ أوسي